# Associação Desportiva de Fafe
Maillots
L'Associação Desportiva de Fafe est un club portugais de football. Il est basé à Fafe.

## Historique
Le club évolue en 1re division lors de la saison 1988-1989.
Lors de cette unique saison passée en D1, le club se classe 16e du championnat, avec 9 victoires, 14 matchs nuls, 15 défaites, et un total de 32 points.
On retrouve l'AD Fafe pour la dernière fois en D2 lors de la saison 2016.
Lors de la saison 1999-2000, le club, qui évolue en troisième division, réussit la performance d'atteindre les quarts de finale de la Coupe du Portugal.

## Palmarès
- III Division (4e division)
  - Champion : 1996

## Anciens joueurs
- Jorge Duarte
- Rui Costa